# John Buchan
Pour les articles homonymes, voir Buchan.
 (juin 2019).
Si vous disposez d'ouvrages ou d'articles de référence ou si vous connaissez des sites web de qualité traitant du thème abordé ici, merci de compléter l'article en donnant les références utiles à sa vérifiabilité et en les liant à la section « Notes et références ».
John Buchan, 1er baron Tweedsmuir d'Elsfield, est un homme d'État britannique né le 26 août 1875 à Perth (Écosse) et mort le 11 février 1940 à Montréal (Québec).
Il a été le quinzième gouverneur général du Canada, de 1935 à 1940. Également avocat, il est surtout connu comme éditeur et auteur de romans d'espionnage, dont le plus célèbre demeure Les 39 Marches (The Thirty-Nine Steps), paru en 1915.

## Biographie
Fils d'un pasteur calviniste, il fait des études supérieures à l'université de Glasgow et au Brasenose College de l'université d'Oxford avant de faire ses études de droit au Middle Temple.
Buchan commence sa carrière professionnelle comme avocat à Londres. Devenu secrétaire de lord Alfred Milner, il l'accompagne en Afrique du Sud juste après la guerre des Boers qui oppose les Britanniques aux colons d'origine hollandaise durant deux ans et demi entre 1901 et 1903, pour participer à la reconstruction de ce pays. Cette épreuve marquante où il contractera une infection qui l'épuisera pendant des années aura des conséquences sur sa vie d'écrivain. Il y fréquentera les services secrets britanniques dont un de ces agents, Edmund Ironside, servira de modèle à Richard Hannay.
De retour à Londres, il travaille dans l'édition, chez Nelson à partir de 1907 où il écrira quasiment seul une histoire de la guerre en 24 volumes. Il épouse Susan Grosvenor (en) (1882-1977) de la petite aristocratie le 15 juillet 1907, celle-ci publiera à son tour de nombreux livres à partir de 1928. Son frère, haut fonctionnaire dans l'Inde britannique, meurt d’une infection des poumons en 1912 à l'âge de 32 ans.
En 1915, il se lance dans le journalisme qui correspond mieux à son tempérament et à son désir de témoigner de la vie et de la souffrance des hommes. Il « couvre » la Première Guerre mondiale pour le Times.
En 1916, il entre au Foreign Office et opte pour une carrière plus discrète mais active. Sur le front de la Somme, il coordonne l’effort de propagande puis devient le directeur du nouveau département de l’information. Fin 1917, il se retire pour cause de maladie.

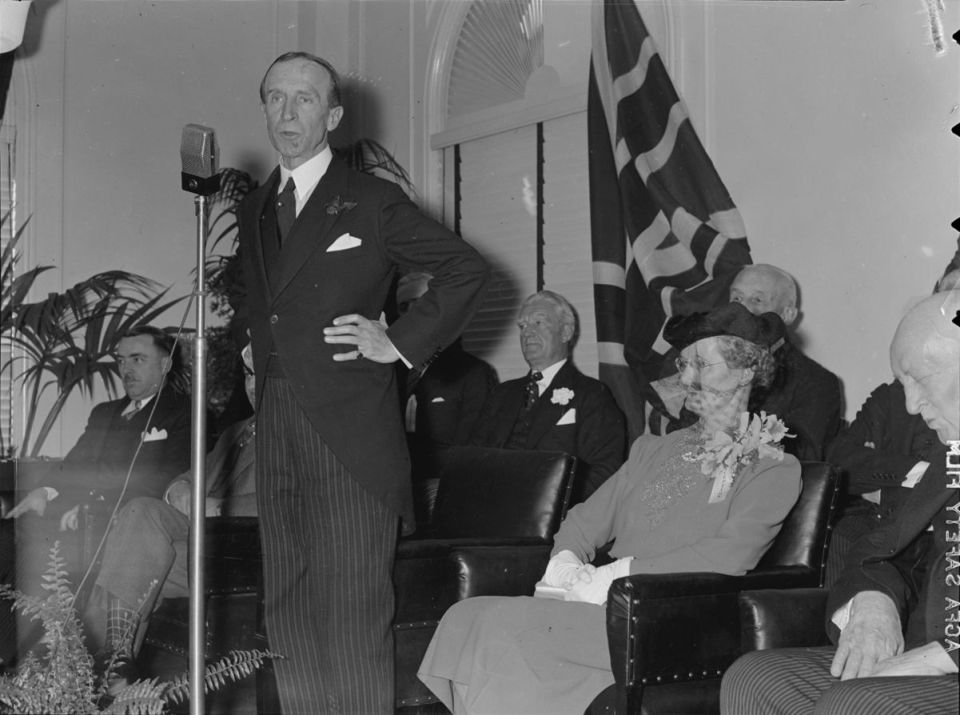
Lord John Buchan, gouverneur général du Canada, lors de sa visite dans un centre de convalescence à Montréal en 1938.

Parallèlement à ses activités professionnelles et politiques, il publie des biographies (Walter Scott, Olivier Cromwell et Jules César), des essais (sur l'Église d'Écosse et les colonies britanniques en Afrique) et des textes autobiographiques. La notoriété de Buchan lui vient toutefois de ses nombreux romans d'aventures (Le Collier du Prêtre Jean, Salut aux coureurs d'aventures) et surtout de ses romans d'espionnage, dont la série des cinq aventures de Richard Hannay, incluant Les 39 Marches (1915), adapté au cinéma en 1935 par Alfred Hitchcock) et Les Trois Otages (1928).
La Centrale d'énergie (1916) met en scène un autre héros récurrent de Buchan, le jeune avocat londonien Edward Leithen.
En 1927, John Buchan est élu au Parlement. En 1935, il est nommé gouverneur général du Canada, devient baron dans le même temps, et signe l’entrée en guerre de ce Dominion dans la Seconde Guerre mondiale en 1939, son épouse devenant la consort vice-royal du Canada. Il est nommé docteur honoris causa de quarante-neuf universités, dont celle d’Oxford en 1934.
En 1936, il institue les Prix littéraires du gouverneur général.
Il meurt d’une hémorragie cérébrale  à Montréal, le 11 février 1940. Il est remplacé dans ses fonctions par Lyman Poore Duff, le juge en chef de la Cour suprême du Canada qui agit comme administrateur du gouvernement.

## Œuvre

### Romans

#### SérieRichard Hannay
- The Thirty-Nine Steps (1915) Publié en français sous le titre Les 39 Marches, Édimbourg, Nelson, coll. « Nelson » no 228, [s.d.] ; réédition dans une traduction révisée dans John Buchan, vol. 1, Paris, Librairie des Champs-Élysées, coll. « Les Intégrales du Masque », 1995 ; réédition dans Les Trente-neuf Marches et autres aventures de Richard Hannay, Paris, Omnibus, 2011 ; réédition, Éditions du Masque, coll. Masque Poche no 1, 2012 Publié en français dans une autre traduction sous le titre Les 39 Marches, Paris, Arthaud, 1962 ; réédition, Paris, LGF, coll. « Le Livre de poche » no 1727, 1966 ; réédition, Genève, Édito-Service, coll. « Les Classiques de l'espionnage », 1973 ; réédition, Paris, J'ai lu no 1862, 1985 ; réédition, Paris, Flammarion, coll. « Castor Poche » no 528, 1995 ; réédition, Paris, EJL, coll. « Librio » no 96, 1996 ; réédition, Paris, Fabbri, coll. « Bibliothèque de l'aventure », 1997 ; réédition, Paris, Éditions Ombres, coll. « Petite Bibliothèque », 2011
- Greenmantle (1916)  Publié en français sous le titre Le Prophète au manteau vert, Édimbourg, Nelson, coll. « Nelson » no 167, 1924 Publié en français dans une autre traduction sous le titre Le Manteau vert dans Les Aventures de Richard Hannay, vol. 1, Paris, Gallimard, 1964 ; réédition dans une traduction révisée sous le titre Le Prophète au manteau vert dans John Buchan, vol. 1, Paris, Librairie des Champs-Élysées, coll. « Les Intégrales du Masque », 1995 ; réédition dans Les Trente-neuf Marches et autres aventures de Richard Hannay, Paris, Omnibus, 2011
- Mr Standfast (1919) Publié en français sous le titre La Troisième Aventure de Monsieur Constance dans Les Aventures de Richard Hannay, vol. 2, Paris, Gallimard, 1964 ; réédition dans une traduction révisée dans John Buchan, vol. 1, Paris, Librairie des Champs-Élysées, coll. « Les Intégrales du Masque », 1995 ; réédition dans Les Trente-neuf Marches et autres aventures de Richard Hannay, Paris, Omnibus, 2011
- The Three Hostages (1924) Publié en français sous le titre Les Trois Otages, Paris, Arthaud, 1962 ; réédition, Paris, LGF, coll. « Le Livre de poche » no 1724, 1966 ; réédition dans John Buchan, vol. 1, Paris, Librairie des Champs-Élysées, coll. « Les Intégrales du Masque », 1995 ; réédition dans Les Trente-neuf Marches et autres aventures de Richard Hannay, Paris, Omnibus, 2011
- The Courts of the Morning (1929), Hannay ne fait qu'une courte apparition dans ce roman Publié en français sous le titre Le Camp du matin, Paris, Arthaud, 1963 ; réédition, Paris, LGF, coll. « Le Livre de poche » no 3212, 1971
- The Island of Sheep (1936) Publié en français sous le titre L'Île aux moutons dans John Buchan, vol. 1, Paris, Librairie des Champs-Élysées, coll. « Les Intégrales du Masque », 1995 ; réédition dans Les Trente-neuf Marches et autres aventures de Richard Hannay, Paris, Omnibus, 2011
- Sick Heart River (1941), aussi titré Mountain Meadow aux États-Unis. Dans ce roman, Hannay ne fait qu'une courte apparition.

#### SérieEdward Leithen
- The Power House (1916) Publié en français sous le titre La Centrale d'énergie, Édimbourg, Nelson, coll. « Nelson » 1924 ; réédition, Paris, NéO, coll. « Le Miroir obscur » no 2, 1979 ; réédition, Paris, C. Bourgois, coll. « 10/18. Domaine étranger » no 2172, 1991 ; réédition, Toulouse, Éditions Ombres, coll. « Petite Bibliothèque Ombres. Les classiques de l'aventure et du mystère » no 88, 1997
- The Dancing Floor  (1926) Publié en français sous le titre Le Vingt-Sixième Rêve, Paris, Oswald, coll. « NéO. Fantastique, science-fiction, aventure » no 88, 1983 ; réédition, Paris, C. Bourgois, coll. « 10/18. Domaine étranger » no 2190, 1991
- John Macnab (1925)
- The Gap in the Curtain (1932)

#### SérieDickson McCunn
- Huntingtower (1922)
- Castle Gay (1930)
- The House of the Four Winds (1935)

#### Autres romans
- Sir Quixote of the Moors (1896)
- John Burnet of Barns (1898)
- No-Man's Land (1899) Publié en français sous le titre No Man's Land ; Trad., française par Lauric Guillaud , éditions Michel Houdiard, Paris, 2005 ; 120 pages.
- Grey Weather (1899)
- A Lost Lady of Old Years (1899)
- The Half-Hearted (1900)
- A Lodge in the Wilderness (1906)
- Prester John (1910) Publié en français sous le titre Le Prêtre Jean, Edimbourg, Nelson, 1924 Publié en français dans une autre traduction sous le titre Le Collier du prêtre Jean, Paris, NéO fantastique no 27, 1981 ; réédition, Paris, 10/18 no 2173, 1991
- Salute to Adventurers (1915) Publié en français sous le titre Salut aux coureurs d'aventures, Edimbourg, Nelson, coll. « Nelson » no 197, 1924 ; réédition, Paris, Oswald, coll. « NéO Fantastique, science-fiction, aventure » en 2 vol. no 172 et no 173, 1986 ; réédition, Paris, Phébus, coll. « D'aujourd'hui. Etranger », 1995 ; réédition, L'Arbre vengeur, Bordeaux, coll. "L'Arbuste véhément", 2021
- The Island of Sheep (1919), roman différent du titre homonyme de la série Richard Hannay
- The Path of the King (1921)
- Midwinter (1923) Publié en français sous le titre Ceux de Midwinter ou certains voyageurs de la vieille Angleterre ; trad., française inédite de Anne-Sylvie Homassel ; éditions L'Arbre Vengeur, Paris, 2020, 415 pages.
- Witch Wood (1927)
- The Blanket of the Dark (1931)
- A Prince of the Captivity (1933)
- The Free Fishers (1934)

### Recueils de nouvelles
- The Watcher by the Threshold (1902)
- The Moon Endureth (1912), recueil incluant quelques poèmes
- The Runagates Club (1928)
- The Long Traverse (1941), aussi titré Lake of Gold aux États-Unis

### Nouvelles
- Fountainblue (1901)
- The Company of the Marjolaine (1909)
- God's Providence (1910)
- The Grove of Ashtaroth (1910)
- The Lemnian (1911)
- The King of Orion (1912)
- Divus Jonhston (1913)
- Fullcircle (1920)
- The Railroad Raid (1923)
- The Loathly Opposite (1927) Publié en français sous le titre L'Abominable Adversaire dans Anthologie du Mystère 89 : les dernières nouvelles du crime, textes réunis par Jacques Baudou, Paris, LGF, Le Livre de poche no 6561, 1989
- Sing a Song of Sixpence (1928) Publié en français sous le titre Pour six pences d'aventures, Paris, Opta, Mystère Magazine no 263, janvier 1970
- Skule Skerry (1928)
- Dr. Latius (1928) Publié en français sous le titre Dr. Latius, Paris, Polar no 18, 1981

### Biographies historiques
- Sir Walter Raleigh (1897)
- The Marquis of Montrose (1913)
- Andrew Jameson, Lord Ardwall (1913)
- Francis and Riversdale Grenfell: A Memoir (1920)
- Lord Minto: A Memoir (1924)
- The Man and the Book: Sir Walter Scott (1925)
- Montrose and Leadership (1930) - James Tait Black Memorial Prize
- Sir Walter Scott (1932)
- Julius Caesar (1932)
- Oliver Cromwell (1934)
- Augustus (1937)

### Essais, ouvrages historiques et pamphlets
- Scholar-Gipsies (1896)
- A History of Brasenose College (1896)
- The African Colony (1903)
- The Law Relating to the Taxation of Foreign Income (1905)
- Some Eighteenth Century Byways (1908)
- Nine Brasenose Worthies (1909)
- What the Home Rule Bill Means (1912)
- Nelson's History of the War, en 24 vol. (1914-1919)
- Britain's War by Land (1915)
- The Achievement of France (1915)
- Ordeal by Marriage (1915)
- The Future of the War (1916)
- The Battle of the Somme, First Phase (1916)
- The Purpose of War (1916)
- The Battle of Jutland (1916)
- The Battle of the Somme, Second Phase (1917)
- These for Remembrance (1919)
- The Battle Honours of Scotland 1914–1918 (1919)
- The History of the South African Forces in France (1920)
- A History of the Great War (1922)
- A Book of Escapes and Hurried Journeys (1922)
- The Last Secrets (1923)
- The Margins of Life (1923)
- Days to Remember (1923)
- The History of the Royal Scots Fusiliers 1678–1918 (1925)
- Two Ordeals of Democracy (1925)
- The Fifteenth (Scottish) Division 1914-1919 (1925)
- Homilles and Recreation (1926)
- The Causal and the Casual in History (1929)
- The Kirk in Scotland, 1560-1929 (1930)
- Montrose and Leadership (1930)
- The Novel and the Fairy Tale (1931)
- Andrew Lang and the Borders (1932)
- The Massacre of Glencoe (1933)
- Gordon at Khartoum (1934)
- The King's Grace (1935)
- Naval Episodes Of The Great War (1938)
- The Interpreter's House (1938)
- Presbyterianism Yesterday, Today and Tomorrow (1938)
- Comments and Characters (1940)
- Canadian Occasions (1940)

### Poésie
- The Pilgrim Fathers (1898)
- Grey Weather (1899)
- Poems: Scots and English (1917)

### Autobiographie
- Memory Hold-The-Door (1940)

### Livres pour enfants
- Sir Walter Raleigh (1911), version pour enfant de la biographie historique parue en 1897
- The Magic Walking-Stick (1932)